# لافانيا
لافانيا، هي قرية في مدينة جنوة الكبرى، في منطقة لغرية الإيطالية.

## تاريخ
على عكس كيافاري المجاورة، التي تشير الأدلة إلى وجودها قبل العصر الروماني، يبدو أن قرية لافاجنا قد تطورت خلال العصر الروماني تحت الاسم اللاتيني لافانيا. ظل هذا الاسم دون تغيير إلى حد كبير على مر القرون، وأصبح في نهاية المطاف الاسم الجغرافي الحديث لافانيا.
منذ عام 1198 كانت لافانيا إقطاعية لعائلة فيشي، التي استخدمتها كمعقل لها في الصراعات الداخلية العديدة التي شهدتها جمهورية جنوة.

## أحداث
في عام 2016، ألقي القبض على جوزيبي سانغينيتي عمدة لافانيا السابق، لتورطه مع مافيا قلورية، كالابريا، في التخلص من نفايات البلدية.

## أعلام
- ماريا بيا كونت
- دانتي روسي
- فاني كاديو